# Chouna Lomponda
Chouna Lomponda (née à Kinshasa en 1973) est une experte en communication, stratégie, gestion et solution de crise, conseillère au cabinet de la présidence de la République démocratique du Congo, chef de service de la communication de l'APLC depuis juillet 2020, chef d'entreprise, présidente de l'organisation sociale Success DiverStory et cofondatrice de master class de l'excellence ,,,.

## Parcours

### Journalisme - Communication et Politique
Diplômée de l'ECS, autrefois l’Ecole Française des Attachées de Presse (EFAP) Bruxelles, Chouna lomponda passe sa vie entre la RDC et la Belgique où elle exerce dans le secteur de la communication des organisations et le journalisme, dans les fonctions telles qu'éditrice dans les médias, rédactrice en chef (à la radio et en télévision), journaliste et présentatrice d'émissions télés et radios à la Télé Bruxelles (BX1), BBC, Télé Matonge, Le Soft, L'Evénement Magazine, traitant souvent des sujets sociétaux, de politiques nationale et Internationale,,,.
Durant son parcours, elle assume les postes de conseillère politique au cabinet du ministère congolais de portefeuille (sous l'égide de la ministre Jeanine Mabunda Lioko), et communication manager d'Heineken pour Bralima SARL. Durant près de 10 ans, elle est porte-parole du musée juif de Belgique, ensuite responsable de la communication du Centre Communautaire Laïc Juif et chargée de relations publiques,,, où elle coordonne plusieurs projets et événements d'envergure politique, tels que la visite du Roi Philippe, président François Hollande et celle du président de la commission européenne Martin Schulz, de Matteo Renzi, ainsi que d'autres manifestations institutionnelles.
Elle est la présentatrice de l'édition 2015 du Soulier d’ébène pour son volet francophone en Belgique,,. Avant son retour et installation définitive dans son pays natal comme elle a souhaité de faire avant ses 50 ans, dans son pays comme ailleurs, elle anime par sollicitation des conférences, tantôt pour former les professionnels aux stratégies de médias et communication, que pour partager les connaissances, tant avec les jeunes qu'avec les autres,.

### Management de projets à L'Aplc
En tant que cheffe  de service de communication à l'Aplc, elle met en avant de projets tels : 
1. Le dispositif de dénonciation " Ligne bleue anti-corruption "[10]
2. L’insertion des modules de cours de lutte contre la corruption dans l'enseignement[11].
3. Un site web dédié à la stratégie nationale de prévention et de lutte contre la corruption[12]
4. La campagne online et offline " ça c’est de la corruption, je dis NON ![13]

### Engagement citoyen
Ayant fondé l'association sans but lucratif « Succes DiverStory » basée en Belgique, luttant contre le racisme, les stéréotypes et la discrimination commençant par le changement des perceptions, face au vent du racisme qui semble faire son retour en Belgique, Chouna Lomponda lance en 2017 à travers sa structure, le tout 1er chapitre de la campagne « DeLaReussiteParmiVous ». Dans le but de promouvoir les talents des personnes issues de la diversité, s’articulant autour de l'exposition sur les grilles du Parc Royale, d’une caravane pédagogique qui emmène ces profiles à raconter leur histoire, leur parcours dans des écoles. Lors des interviews accordées à ce sujet, elle répond : "Cette campagne consiste en une réponse élégante, constructive, humoristique et surtout pédagogique à l’adresse des jeunes, des médias, du grand public et des décideurs",,,,,.

### Événement marquant
Le 24 mai 2014, le musée juif de Bruxelles où elle travaille, est victime d'un attentat jugé antisémite durant lequel quatre personnes perdent la vie. Absente ce jour-là, elle échappe ainsi au carnage,.

### Internvention en tant que Spécialiste en Stratégie, gestion et solution de crise
En 2024, lors de la réapparition de la variole de singe (monkeypox) en RDC, en tant qu'experte en gestion de crise et spécialiste en communication chouna lomponda lache son avis sur la gestion de l'épidemie, déclarant dans ces mots : " Comme j’aime à le répéter, ne faisons pas l’économie de la lucidité. Le Congo, c’est 5 fois la France, 80 fois la Belgique. Il s’agit d’une action sanitaire conséquente qui doit couvrir le Territoire national et qui a des effets directs et collatéraux sur la santé, l’image perçue du continent, le développement économique…6 à 10 millions c’est bien mais il en faudra davantage "

## Distinctions
- 2016 : L'union des femmes africaines de Belgique attribue à Chouna le prix de « l'action féminine » lors d'une soirée de gala organisée à l'hôtel métropole de Bruxelles à l'occasion de sa dixième édition, avec les six autres femmes de la diaspora africaine[6],[4].
- 2020 : Dans le cadre de la journée des droits des Femmes organisée par le ministère belge des affaires étrangères, en présence de plusieurs membres du gouvernement belge et des diplomates, Chouna Lomponda est décorée par le ministre belge des affaires étrangères et de la défense Philippe Goffin au titre de « l'ambassadrice de la diversité belge », aux côtés des trois autres lauréates. Elle reçoit  le même jour la Médaille Africaine en qualité de « Citoyenne engagée de Vitrine Africaine ». Un prix décerné pour ses actions menées dans le but de promouvoir la Diaspora Africaine[3],[21].

## Vie privée
Chouna Lomponda est divorcée et mère de 4 enfants,, fille de l'amiral Lomponda Wa Botende et de Anne-Marie Mputu Ndjowo (Mama Lomponda). Depuis sa nomination à l'APLC en 2020, elle est résidente à Kinshasa où elle continue en parallèle la coordination de ses différentes activités professionnelles telle que son asbl, depuis la belgique.